# Marilyn Strathern
Marilyn Strathern   (Gal·les del Nord, 6 de març de 1941) és una antropòloga britànica coneguda especialment per les seves investigacions amb els pobles de Mount Hagen a Papua Nova Guinea, els drets de propietat intel·lectual o les tecnologies reproductives al Regne Unit. Va ser professora d'Antropologia social a la Universitat de Cambridge entre 1993 i 2008 i Mistress del Girton College entre 1998 i 2009.

## Obres destacades
- The Gender of the Gift (1988)
- After Nature (1992)
- Reproducing the Future (1992)
- Property, substance and effect (1999)
- Commons and borderlands (2004)
- Kinship, law and the unexpected (2005).